# Бандикутоподібні
Бандикутоподібні (Peramelemorphia), або бандикути (Peramelia, Peramelemorphia) — ряд ссавців з когорти сумчасті (Marsupialia). Сучасні бандикутоподібні займають широкий спектр місць проживання по всій Австралії, Новій Гвінеї, Тасманії та на навколишніх островах. 

## Загальна характеристика
Всеїдні (споживають комах, різноманітну рослинну сировину та деяких хребетних) й переважно нічні, нюх і нічний зір добре розвинені. Більшість видів має огрядний круп, вигнуту спину, довгу мордочку, коротку шию, великі вуха, тонкі ноги, тонкий хвіст. Більшість має коричнево-червоний чи коричневий волосяний покрив, іноді зі смугами. Розмір варіюється від менше ніж 100 грам до понад 5 кілограмів, хоча більшість з них розміром ≈ 1 кг.

## Систематика

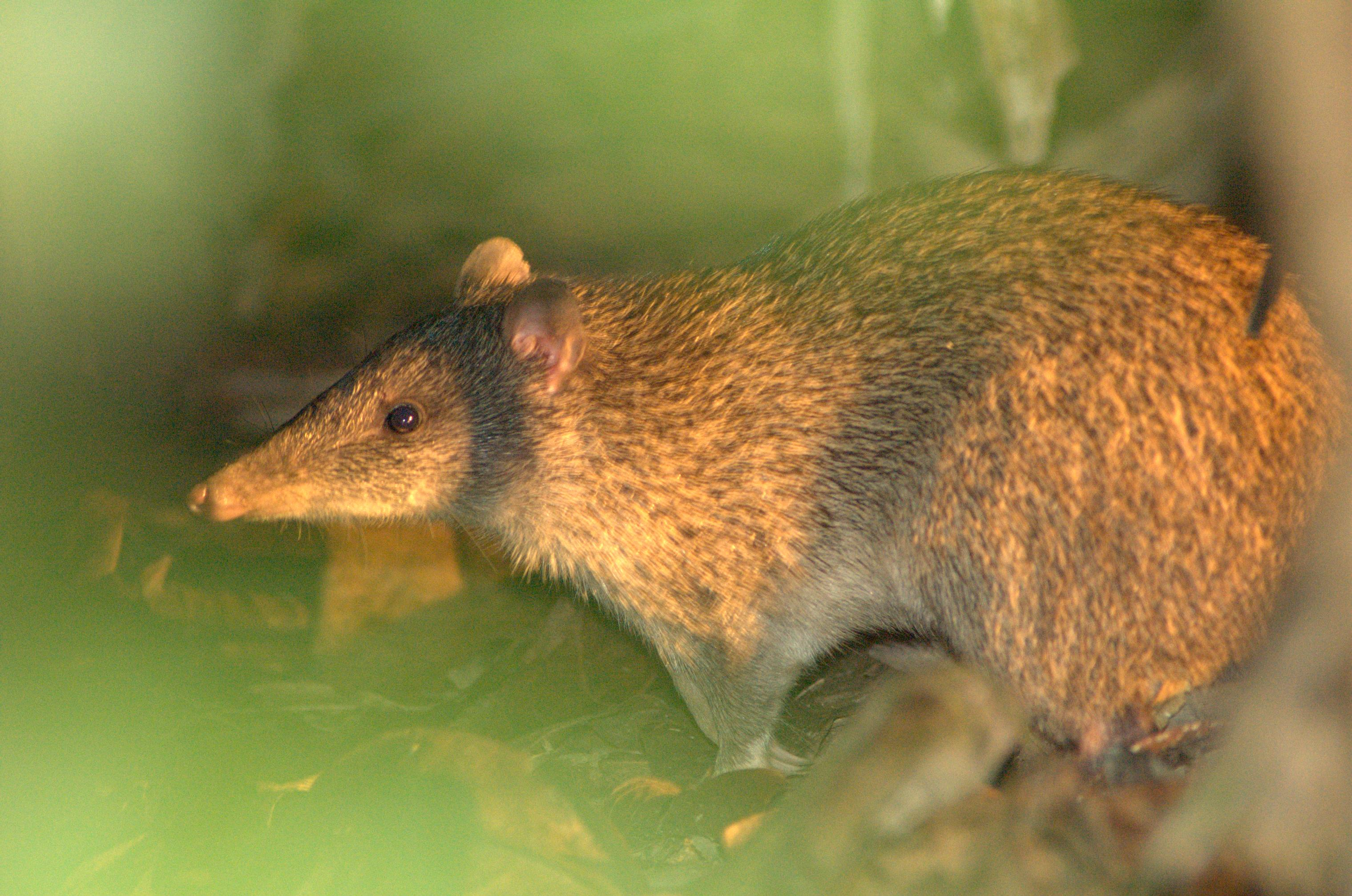
Бандикут у траві

Типова родина ряду — бандикутові (Peramelidae) з типовим родом бандикут (Perameles).
Включає 2 сучасні родини й 22 сучасні види (вимерлі — див. картку):

- родина Thylacomyidae — білбові
- родина Peramelidae — бандикутові

Скам'янілості Kutjamarcoot належать олігоцену — міоцену Австралії. Родина Chaeropodidae з єдиним родом Chaeropus була присутня в Австралії від пізнього пліоцену до середини XX ст. Рід Bulungu належить олігоцену — міоцену Австралії. Рід Yarala належить олігоцену — міоцену Австралії. Рід Galadi належить олігоцену — міоцену Австралії. Рід Silvicultor належить пліоцену Австралії. Рід Madju належить олігоцену — міоцену Австралії.
| Peramelinae   | Isoodon, Perameles |
|               | Isoodon, Perameles |
|               | \| Echymiperinae \| Echymipera, Microperoryctes, Rhynchomeles \| \| \| Echymipera, Microperoryctes, Rhynchomeles \| \| Peroryctinae \| Peroryctes \| \| \| Peroryctes \| |
|               | |
| Echymiperinae | Echymipera, Microperoryctes, Rhynchomeles |
|               | Echymipera, Microperoryctes, Rhynchomeles |
| Peroryctinae  | Peroryctes |
|               | Peroryctes |

| Echymiperinae | Echymipera, Microperoryctes, Rhynchomeles |
|               | Echymipera, Microperoryctes, Rhynchomeles |
| Peroryctinae  | Peroryctes                                |
|               | Peroryctes                                |

| Peramelinae   | Isoodon, Perameles |
|               | Isoodon, Perameles |
|               | \| Echymiperinae \| Echymipera, Microperoryctes, Rhynchomeles \| \| \| Echymipera, Microperoryctes, Rhynchomeles \| \| Peroryctinae \| Peroryctes \| \| \| Peroryctes \| |
|               | |
| Echymiperinae | Echymipera, Microperoryctes, Rhynchomeles |
|               | Echymipera, Microperoryctes, Rhynchomeles |
| Peroryctinae  | Peroryctes |
|               | Peroryctes |

| Echymiperinae | Echymipera, Microperoryctes, Rhynchomeles |
|               | Echymipera, Microperoryctes, Rhynchomeles |
| Peroryctinae  | Peroryctes                                |
|               | Peroryctes                                |

| Peramelinae   | Isoodon, Perameles |
|               | Isoodon, Perameles |
|               | \| Echymiperinae \| Echymipera, Microperoryctes, Rhynchomeles \| \| \| Echymipera, Microperoryctes, Rhynchomeles \| \| Peroryctinae \| Peroryctes \| \| \| Peroryctes \| |
|               | |
| Echymiperinae | Echymipera, Microperoryctes, Rhynchomeles |
|               | Echymipera, Microperoryctes, Rhynchomeles |
| Peroryctinae  | Peroryctes |
|               | Peroryctes |

| Echymiperinae | Echymipera, Microperoryctes, Rhynchomeles |
|               | Echymipera, Microperoryctes, Rhynchomeles |
| Peroryctinae  | Peroryctes                                |
|               | Peroryctes                                |

| Peramelinae   | Isoodon, Perameles |
|               | Isoodon, Perameles |
|               | \| Echymiperinae \| Echymipera, Microperoryctes, Rhynchomeles \| \| \| Echymipera, Microperoryctes, Rhynchomeles \| \| Peroryctinae \| Peroryctes \| \| \| Peroryctes \| |
|               | |
| Echymiperinae | Echymipera, Microperoryctes, Rhynchomeles |
|               | Echymipera, Microperoryctes, Rhynchomeles |
| Peroryctinae  | Peroryctes |
|               | Peroryctes |

| Echymiperinae | Echymipera, Microperoryctes, Rhynchomeles |
|               | Echymipera, Microperoryctes, Rhynchomeles |
| Peroryctinae  | Peroryctes                                |
|               | Peroryctes                                |